# Карлътепе (квартал)
„Карлътепе“ (на турски: Karlıtepe) е квартал на Истанбул, разположен в околия Газиосманпаша. Общата му площ е 0,33 км2. Според данни на Адресната система за регистриране на населението (ABPRS) към 2023 г. населението на „Карлътепе“ е 19 129 жители.